# Villigen
Villigen é uma comuna da Suíça, situada no distrito de Brugg, no cantão de Argóvia. Tem 11,21 km² de área e sua população em 2018 foi estimada em 2.126 habitantes.